# Diathrausta ochreipennis
Diathrausta ochreipennis is een vlinder uit de familie van de grasmotten (Crambidae), uit de onderfamilie van de Spilomelinae. De wetenschappelijke naam van deze soort is voor het eerst voorgesteld als Pterygisus ochreipennis door Arthur Gardiner Butler in een publicatie uit 1886.
De spanwijdte bedraagt ongeveer 2 centimeter.
De soort komt voor in Australië (Queensland, New South Wales).